# Liste der Kulturdenkmäler in Marburg Gesamtanlage 7: Am Bahnhof
Die folgende Liste enthält die in der Denkmaltopographie ausgewiesenen Kulturdenkmäler auf dem Gebiet des Ortsteils Am Bahnhof der  Stadt Marburg, Landkreis Marburg-Biedenkopf, Hessen.
Hinweis: Die Reihenfolge der Denkmäler in dieser Liste orientiert sich an der Anschrift, alternativ ist sie auch nach der Bezeichnung oder der Bauzeit sortierbar.
Kulturdenkmäler werden fortlaufend im Denkmalverzeichnis des Landes Hessen durch das Landesamt für Denkmalpflege Hessen auf Basis des Hessischen Denkmalschutzgesetzes (HDSchG) geführt. Die Schutzwürdigkeit eines Kulturdenkmals hängt nicht von der Eintragung in das Denkmalverzeichnis des Landes Hessen oder der Veröffentlichung in der Denkmaltopographie ab.

Diese Liste ist Teil der Liste der Kulturdenkmäler in Marburg.

## Gesamtanlage 7: Am Bahnhof
| Bild                                       | Bezeichnung                                | Lage                                                     | Beschreibung | Bauzeit | Daten |
| ------------------------------------------ | ------------------------------------------ | -------------------------------------------------------- | ------------ | ------- | ----- |
| Bild gesucht BW                            | Gesamtanlage 7, Am Bahnhof                 | Marburg, Krummbogen, Bahnhofstraße Lage                  |              |         |       |
| Wohnhaus                                   | Wohnhaus                                   | Marburg, Krummbogen 1 LageFlur: 4, Flurstück: 21/5       |              | 1900    |       |
| Villa                                      | Villa                                      | Marburg, Krummbogen 2 LageFlur: 4, Flurstück: 22/23      |              | 1878    |       |
| Ehem. Dienstgebäude der Betriebsinspektion | Ehem. Dienstgebäude der Betriebsinspektion | Marburg, Krummbogen 3 LageFlur: 4, Flurstück: 22/22      |              | 1907    |       |
| Wohn-/Wirtschaftsgebäude                   | Wohn-/Wirtschaftsgebäude                   | Marburg, Bahnhofstraße 27a LageFlur: 4, Flurstück: 20/19 |              | 1886/87 |       |
| weitere Bilder                             | Hauptbahnhof                               | Marburg, Bahnhofstraße 33 LageFlur: 4, Flurstück: 18/114 |              | 1909    |       |